# چارلز دبلیو. اف. دیک
چارلز دبلیو. اف. دیک (به انگلیسی: Charles W. F. Dick) سناتور سابق عضو حزب جمهوری‌خواه ایالات متحده آمریکا بود. وی در سال ۱۹۰۴ تا ۱۹۱۱ میلادی سناتور ایالت اوهایو در سنای ایالات متحده آمریکا بود.